# Hans Berger (Politiker)

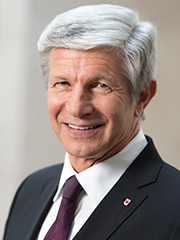
Hans Berger

Johann Karl „Hans“ Berger (* 4. Dezember 1947 in Mühlwald) ist ein Politiker der Südtiroler Volkspartei (SVP).

## Leben
Der Bauer, Hotelier und Kaufmann Berger engagierte sich parteipolitisch bereits in der SVP-Jugend. 1974 wurde er erstmals in den Gemeinderat von Sand in Taufers gewählt. In seiner Heimatgemeinde betreute er als Assessor ab 1980 das Ressort Tourismus, nach 1990 zusätzlich auch die Sport-Agenden. Von 1988 bis 1993 fungierte er als Präsident des Naturparks Rieserferner-Ahrn.
Berger wurde im Jahr 1993 erstmals in den Südtiroler Landtag und damit gleichzeitig den Regionalrat Trentino-Südtirol gewählt. Von Juli 1996 bis März 1999 war er als Assessor in der Regionalregierung für das Grundbuch- und Katasterwesen zuständig. Seit Februar 1999 gehört er als Mitglied des Kabinetts Durnwalder III der Südtiroler Landesregierung an, wo er für Landwirtschaft und Grundbuch- und Katasterwesen zuständig war (die Zuständigkeit dafür wurde am ab dem 1. Jänner 2001 auf die beiden Provinzen der Region übertragen). In der 13. Legislaturperiode (2003–2008) war Berger im Kabinett Durnwalder IV zusätzlich für Informationstechnik zuständig. Bei den Landtagswahlen 2008 wurde Berger mit 34.600 Vorzugsstimmen erneut gewählt. Seit Jänner 2009 war Berger im Kabinett Durnwalder V Landeshauptmannstellvertreter und Landesrat für Landwirtschaft, Tourismus und Grundbuchwesen, nach dem Rücktritt Michl Laimers 2012 erhielt er zusätzlich die Ressorts Natur- und Landschaftsschutz sowie Raumordnung.
Am 6. Jänner 2013 gewann Berger die SVP-Vorwahlen für den Senats-Einerwahlkreis Brixen und reichte daher am 14. Jänner seinen Rücktritt als Landeshauptmannstellvertreter und Landesrat ein. Bei den folgenden Parlamentswahlen am 24. und 25. Februar konnte er als Nachfolger von Helga Thaler Ausserhofer ein Mandat für den Senat erringen. Am 9. April 2013 verzichtete er wegen seiner Wahl ins italienische Parlament auf seinen Sitz im Südtiroler Landtag. Nach fünf Jahren in Rom konnte Berger bei den Wahlen 2018 aufgrund der SVP-internen Mandatszeitbeschränkung nicht mehr kandidieren und schied in der Folge aus dem Parlament aus.

## Privates
Berger ist verheiratet, hat zwei Kinder und wohnt in Rein in Taufers.